# Сен-Кристоф (Италия)
Сен-Кристоф (фр. Saint-Christophe) — коммуна в Италии, располагается в автономном регионе Валле-д’Аоста.
Население составляет 3209 человек (2008 г.), плотность населения составляет 229 чел./км². Занимает площадь 14 км². Почтовый индекс — 11020. Телефонный код — 0165.
Покровителем коммуны почитается святой Христофор, празднование 25 июля.

## Демография
Динамика населения:

## Города-побратимы
- Бельгард-сюр-Вальсерин, Франция